# Luke Steyn
Luke Henri Steyn (ur. 7 czerwca 1983 w Harare) – zimbabwejski narciarz alpejski, pierwszy w historii reprezentant Zimbabwe na zimowych igrzyskach olimpijskich.
Jako pierwszy w historii reprezentował Zimbabwe na zimowych igrzyskach olimpijskich. Miało to miejsce w 2014 roku, podczas igrzysk w Soczi.
Steyn urodził się w Harare, lecz mając dwa lata z rodzicami wyjechał do Szwajcarii. Tam mieszkając nauczył się jazdy na nartach.